# 四ツ家町
四ツ家町（よつやちょう）は、愛知県春日井市にある地名。字四ツ家・字二ツ杁がある。春日井西部第一土地区画整理事業により町内の区画整理が行われる予定である。

## 地理
春日井市西部に位置する。東は前並町・宮町、西は黒鉾町・西屋町、北は新開町に接する。

## 歴史

### 地名の由来
田楽より梶田・河村・長江・長岡の4軒が移住したことによる。
４軒のうち､現在でも残って住んでるのは梶田家と河村家だけです｡

### 沿革
- 1948年（昭和23年） - 春日井市春日井の一部により、同市四ツ家町として成立[1]。

## 世帯数と人口
2019年（平成31年）4月1日現在の世帯数と人口は以下の通りである。
| 町丁     | 世帯数  | 人口  |
| -------- | ------- | ----- |
| 四ツ家町 | 321世帯 | 717人 |

### 人口の変遷
国勢調査による人口の推移
| 1995年（平成7年）  | 818人 | [ 7 ]  |  |
| 2000年（平成12年） | 795人 | [ 8 ]  |  |
| 2005年（平成17年） | 738人 | [ 9 ]  |  |
| 2010年（平成22年） | 859人 | [ 10 ] |  |
| 2015年（平成27年） | 789人 | [ 11 ] |  |

## 学区
市立小・中学校に通う場合、学区は以下の通りとなる。また、公立高等学校に通う場合の学区は以下の通りとなる。
| 番・番地等 | 小学校                 | 中学校               | 高等学校 |
| ---------- | ---------------------- | -------------------- | -------- |
| 全域       | 春日井市立春日井小学校 | 春日井市立西部中学校 | 尾張学区 |

## 交通
- 愛知県道・岐阜県道27号春日井各務原線 - 町域南部を通過する
- 愛知県道201号南外山勝川停車場線 - 町域南西部を通過する

## 施設
- 春日井市立前並保育園北緯35度15分51.6秒 東経136度56分44.6秒 / 北緯35.264333度 東経136.945722度
- 特別養護老人ホーム春日井樹の里北緯35度15分31.8秒 東経136度56分36.8秒 / 北緯35.258833度 東経136.943556度
- セントラルキッチンかすがい北緯35度15分31.2秒 東経136度56分34.3秒 / 北緯35.258667度 東経136.942861度

## その他

### 日本郵便
- 郵便番号 : 486-0909[4]（集配局：春日井郵便局[14]）。